# Шеризи (Ер и Лоар)
Шеризи (фр. Cherisy) насеље је и општина у централној Француској у региону Центар (регион), у департману Ер и Лоар која припада префектури Дре.
По подацима из 2011. године у општини је живело 1851 становника, а густина насељености је износила 149,52 становника/km². Општина се простире на површини од 12,38 km². Налази се на средњој надморској висини од 133 метара (максималној 139 m, а минималној 74 m).

## Демографија
| 1962. | 1968. | 1975. | 1982. | 1990. | 1999. | 2011. |
| ----- | ----- | ----- | ----- | ----- | ----- | ----- |
| 838   | 852   | 1.103 | 1.121 | 1.741 | 1.768 | 1.851 |

График промене броја становника у току последњих година